# Professor Balthazar

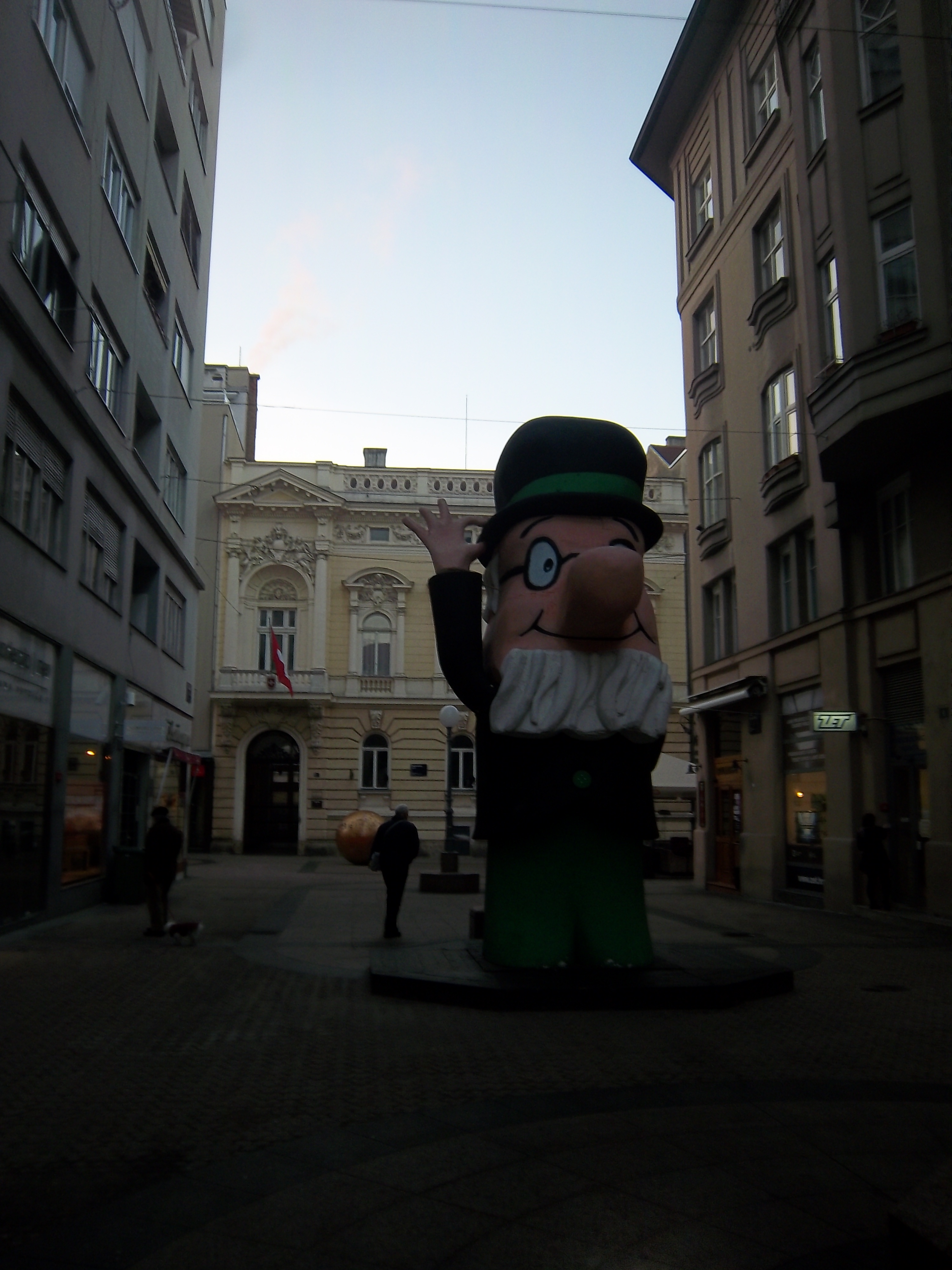
Professor Balthazar

Professor Balthazar é uma série dos desenhos animados para crianças sobre um inventor idoso. No Brasil, foi exibido na TV Cultura nos anos 80.
Foi criado para a televisão pelo diretor de desenhos animados croata Zlatko Grgić no estúdio Zagreb Film, na Croácia. 59 episódios foram feitos entre 1967 e 1974.
A série foi exibida em anos subsequentes em diversos países além da antiga Iugoslávia, incluindo Dinamarca, Finlândia, Itália, Países Baixos, Noruega, Portugal, Suécia, Irã, EUA e Austrália.
Uma nova versão da série em CGI foi lançada em 2007.